# سلون ستيفنز
سلون ستيفنز (بالإنجليزية: Sloane Stephens)‏ (مواليد 20 مارس 1993 في فلوريدا، الولايات المتحدة)، هي لاعبة كرة مضرب أمريكية بدأت مسيرتها كمحترفة سنة 2010 تلعب باليد اليمنى وتحتل حالياً المرتبة رقم. 4 (11 يونيو 2018) في تصنيف رابطة محترفات كرة المضرب. هي إحدى بطلات الجراند سلام.

## الخط الزمني للفردي
مفتاح
| ف | ن | ن.ن | ر.ن | د# | د.م | ل | أ.أ | ت | غ | ب | ف | ذ | م.خ | ل.ت |

(ف) فاز بالبطولة (ن) وصل النهائي (ن.ن) نصف النهائي (ر.ن) ربع النهائي (د#) الأدوار الأربعة الأولى (د.م) دور المجموعات (ل) شارك في كأس ديفيز (أ.أ) خرج من الأدوار الاولى (ت) خسر التصفيات التأهيلية (غ) غاب عن الحدث أو البطولة (ب) حصل على ميدالية برونزية (ف) حصل على ميدالية فضية (ذ) حصل على ميدالية ذهبية (م.خ) بطولة الماسترز خُفضت إلى مرتبة أقل (ل.ت) البطولة لم تعقد في السنة المعينة.
لتجنب الارتباك وازدواجية الحساب، يتم تحديث هذه المعلومات إما في نهاية البطولة، أو عندما تكون مشاركة اللاعب في البطولة قد انتهت.
| الدورة                        | 2010 | 2011 | 2012 | 2013 | 2014 | 2015 | 2016 | م.ف    | W−L   |
| ----------------------------- | ---- | ---- | ---- | ---- | ---- | ---- | ---- | ------ | ----- |
| دورات الجراند سلام            |      |      |      |      |      |      |      |        |       |
| بطولة أستراليا المفتوحة للتنس | غ    | ت2   | د2   | ن.ن  | د4   | د1   | د1   | 0 / 5  | 9–5   |
| دورة رولان غاروس الدولية      | غ    | د1   | د4   | د4   | د4   | د4   |      | 0 / 5  | 12–5  |
| بطولة ويمبلدون                | غ    | ت2   | د3   | ر.ن  | د1   | د3   |      | 0 / 4  | 6–3   |
| أمريكا المفتوحة               | ت2   | د3   | د3   | د4   | د2   | د1   |      | 0 / 5  | 8–5   |
| فوز-خسارة                     | 0–0  | 2–2  | 8–4  | 15–4 | 7–4  | 5-4  | 0-1  | 0 / 18 | 37–19 |

## روابط خارجية
- سلون ستيفنز على موقع IMDb (الإنجليزية)
- سلون ستيفنز على موقع رابطة محترفات التنس (الإنجليزية)
- سلون ستيفنز على موقع الاتحاد الدولي لكرة المضرب (الإنجليزية)
- سلون ستيفنز على موقع كأس بيلي جين كينغ (الإنجليزية)
- سلون ستيفنز على موقع بطولة ويمبلدون (الإنجليزية)
- سلون ستيفنز على موقع خلاصة التنس.كوم (الإنجليزية)
- سلون ستيفنز على موقع إي إس بي إن.كوم (الإنجليزية)
- سلون ستيفنز على موقع اللجنة الأولمبية الدولية (الإنجليزية)
- سلون ستيفنز على موقع أوليمبيديا (الإنجليزية)